# Ureas

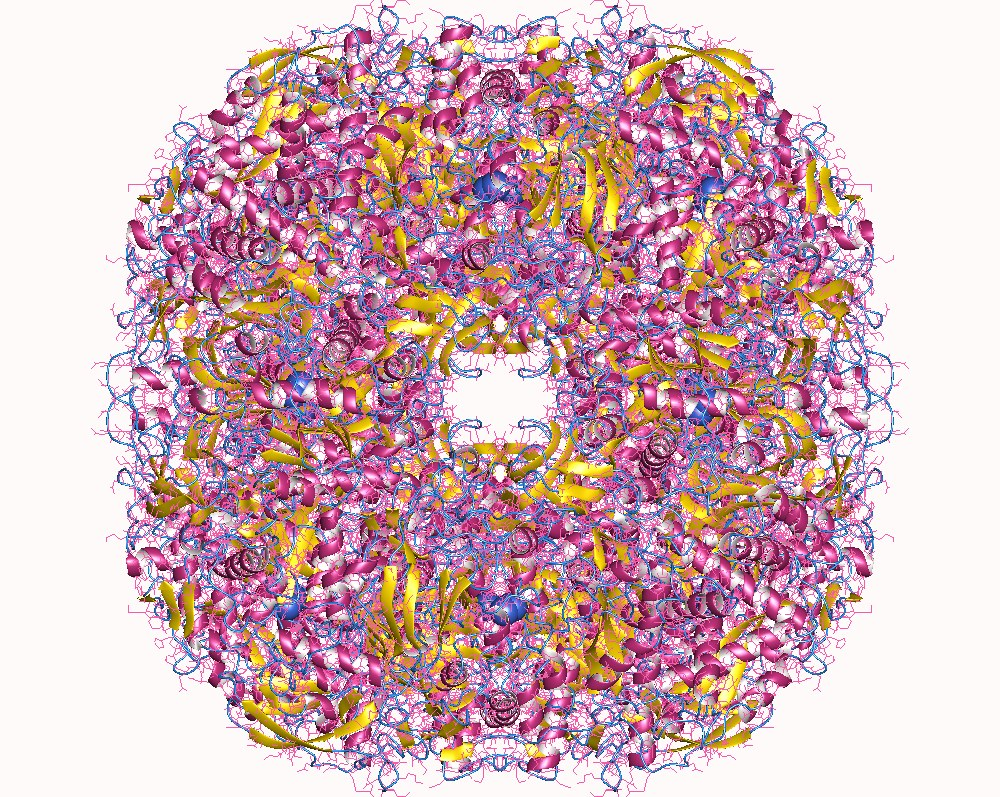
Ureas hetero24mer, Helicobacter pylori.

Ureas är ett enzym vilket bryter ner urea till ammoniak och koldioxid. Resultatet blir en höjning av pH och därmed en vänligare miljö för bakterier som tillverkar det. 
Helicobacter pylori är ett exempel på en ureasproducerande bakterie. Ureaset gör att den klarar magsäckens sura miljö bättre.